# Utetheisa venusta
Utetheisa venusta är en fjärilsart som beskrevs av Johan Wilhelm Dalman 1823. Utetheisa venusta ingår i släktet Utetheisa och familjen björnspinnare. Inga underarter finns listade i Catalogue of Life.